# Окіл

Окіл точки p що належить множині V.

Окі́л точки — базове поняття для топологічного простору. Тісно пов'язане з поняттями відкритої множини та внутрішності. Інтуїтивно можна розуміти окіл, як множину, для якої дана точка є внутрішньою.

## Визначення

Жодна з вершин прямокутника не має околу (як і точки на межі).

Околом точки є множина, яка містить відкриту множину, що містить цю точку.

## Приклади
У метричному просторі M = (X, d), множина V є околом точки p, якщо існує відкрита куля з центром p , яка міститься у V.